# Liknes
Liknes är en tätort i Kvinesdals kommun i Agder fylke i södra Norge. Orten ligger vid älven Kvina, där fylkesväg 461 möter fylkesväg 465, cirka 25 kilometer öster om staden Flekkefjord. Den utgör kommunens centralort såväl som största tätort.